# Tmesiphorini
Tmesiphorini (лат.) — триба жуков-ощупников из семейства стафилинид.

## Распространение
Встречаются, главным образом, в Африке (включая 16 эндемичных родов) и Азии. Также известны в Австралии (7 родов) и Новом Свете (пантропический род Tmesiphorus).

## Описание
Мелкие красноватые или коричневатые жуки. Для представителей Tmesiphorini характерна голова, обычно с щетинистой полукруглой бороздой, частично опоясывающей место прикрепления скапуса усиков; максиллярные щупики с третьим и/или четвёртым члениками угловатыми, часто с латеральными шипами; глазно-мандибулярные кили отсутствуют; передние голени медиально утолщены и изогнуты; и каждая лапка с двумя коготками. Усики длинные и булавовидные. Тело с шиповидными щетинками, толстые щетинки в некоторых областях, например, позади глаз, без чешуйчатых щетинок; голова и переднеспинка часто в грубой пунктировке. Голова с латеральными постантеннальными ямками, преобразованными в щетинистые полукруглые борозды, которые частично окружают места прикрепления скапусов усиков (у некоторых родов редуцированы или утрачены борозды); отсутствуют глазно-мандибулярные кили; вершина клипеуса равномерно дугообразная, боковые края позади глаз относительно прямые; килеватая вершина клипеуса, отходящая назад в виде гулярмандибулярных килей вентральнее глаз у некоторых родов; максиллярные щупики обычно с третьим и/или четвёртым члениками, угловатыми и часто несущими латеральные шипы, вторые членики часто несут латеральные шипы; отсутствует срединный гуларный киль. Переднеспинка без антебазальной борозды; отсутствуют паранотальные кили. Вершина метастернума с глубокой петлевой вырезкой. Брюшко с паратергитами, сопровождающими видимый тергит 4 (VII); 1-й тергит (IV) и видимый стемит 2 (IV) в основании глубоко бороздчатые. Ноги с передние голенями, утолщёнными посередине и изогнутыми; лапки с третьим члеником такой же длины или длиннее, чем два предыдущих членика вместе взятых; лапки с 2 коготками, у Pseudophanias задние коготки редуцированы.

## Систематика
Более 30 родов и 160 видов. Триба была впервые выделена в 1949 году французским энтомологом Рене Жаннелем (René Gabriel Jeannel; 1879 —  1965), на основании типового рода Tmesiphorus LeConte, 1849. Триба Tmesiphorini входит в состав надтрибы Pselaphitae.
- Afrotyrus Jeannel, 1950
- Ancystrocerus Raffray, 1893
- Aphanethrix Raffray, 1908
- Brinckidiella Leleup, 1974
- Chandleriella Hlavác, 2000
- Ctenotillus Raffray, 1897
- Dacnotillus Raffray, 1908
- Eudranes Sharp, 1892
- Gasterotropis Raffray, 1914
- Itombworites Jeannel, 1960
- Jardine Chandler, 2001
- Machadoites Jeannel, 1951
- Neosintectes Jeannel, 1964
- Pselaphocerodes Jeannel, 1955
- Pselaphocerus Raffray, 1887
- Pseudophanias Raffray, 1890
- Raphitreodes Newton & Chandler, 1989
- Raphitreus Sharp, 1883
- Riphaterus Jeannel, 1964
- Saltisedes Kubota, 1944
- Smilestethus Cerruti, 1955
- Stethotaphrus Newton & Chandler, 1989
- Syntectodes Reitter, 1882
- Tapiloites Jeannel, 1958
- Tmesiphorinus Leleup, 1971
- Tmesiphorites Jeannel, 1953
- Tmesiphoroides Motschulsky, 1857
- Tmesiphoromimus Löbl, 1964
- Tmesiphorus LeConte, 1849
- Tropeogaster Jeannel, 1949
- Tyrocarius Chandler, 2001
- Xenotmesiphorus Leleup, 1974